# Fritz Köpke
Fritz Köpke (* 21. Januar 1902 in Plathe, Kreis Regenwalde; † 18. November 1991 in Speyer) war ein deutscher Leichtathlet, der sich auf den Hochsprung spezialisiert hatte. Der für den SC Preußen Stettin startende Sportler nahm an den Olympischen Spielen 1928 in Amsterdam teil.

## Leben
Angefangen hatte Köpke als Weitspringer und als Läufer über 110 m Hürden. In beiden Disziplinen kam er bei den Deutschen Meisterschaften des Jahres 1924 auf Platz drei.
Im folgenden Jahr wiederholte er diese Platzierung im Hochsprung. Es folgten zwei Vizemeisterschaften 1927 und 1930 sowie zwei Meistertitel 1929 und 1931.
Im olympischen Jahr 1928 konnte er sich zwar nicht platzieren, erzielte jedoch mit übersprungenen 1,92 m persönliche Bestleistung und wurde zusammen mit Wolf Boneder und Fritz Huhn für die Spiele in Amsterdam nominiert (Zu den Spielen 1924 in Paris und 1920 in Antwerpen waren aufgrund der Rolle des Deutschen Reiches im Ersten Weltkrieg keine deutschen Athleten eingeladen worden).
Alle drei Athleten übersprangen zunächst 1,83 m und qualifizierten sich damit für das Finale. Dort steigerte sich Fritz Köpke auf 1,84 m und belegte damit als bester Deutscher Platz elf. (Wolfgang Boneder und Fritz Huhn kamen mit übersprungenen 1,80 m bzw. 1,70 m auf die Plätze 15 bzw. 17; es siegte der US-Amerikaner Bob King mit 1,94 m).
Fritz Köpke war 1,80 m groß und wog in seiner aktiven Zeit 78 kg.

## Weblink
- Fritz Köpke in der Datenbank von Olympedia.org (englisch)

| Personendaten    | Personendaten            |
| ---------------- | ------------------------ |
| NAME             | Köpke, Fritz             |
| KURZBESCHREIBUNG | deutscher Hochspringer   |
| GEBURTSDATUM     | 21. Januar 1902          |
| GEBURTSORT       | Plathe, Kreis Regenwalde |
| STERBEDATUM      | 18. November 1991        |
| STERBEORT        | Speyer                   |